# Sławomir Misiak
Sławomir Marek Misiak (ur. 1975 w Sokołowie Podlaskim) – polski urzędnik, konsul generalny w Łucku (2020–2024).

## Życiorys
Sławomir Misiak pochodzi spod Sokołowa Podlaskiego, gdzie ukończył I Liceum Ogólnokształcące im. Marii Skłodowskiej-Curie (matura 1994). Ukończył studia w zakresie stosunków międzynarodowych na Uniwersytecie Warszawskim (2000). Studiował także hellenistykę i turkologię na UW, był także stypendystą na Uniwersytecie Pandio w Atenach (1999–2000). Odbył staże w Sekretariacie Wykonawczym Inicjatywy Środkowoeuropejskiej w Trieście oraz Ambasadzie RP w Pradze.
W październiku 2000 rozpoczął aplikację dyplomatyczno-konsularną Ministerstwa Spraw Zagranicznych, którą zakończył w następnym roku. Był obserwatorem wyborów w Bośni i Hercegowinie, Kosowie, Ukrainie i Rosji. Od marca do sierpnia 2005 wchodził w skład Zespołu ds. III Szczytu Rady Europy. Pracował m.in. w Departamencie Europy (Unii Europejskiej) ds. koordynacji uczestnictwa Polski w organizacjach regionalnych (IŚE, RPMB, BSEC, Rada Nordycka), Protokole Dyplomatycznym, Departamencie Wschodnim na stanowisku ds. relacji polsko-rosyjskich oraz jako I radca w Wydziale Ruchu Osobowego Departamentu Konsularnego, koordynując obszar wizowy w polskich urzędach konsularnych w Rosji, na Białorusi, państwach Azji Środkowej (październik 2018–lipiec 2020). Przebywał na placówkach: w Atenach na stanowisku ds. politycznych i mediów (2005–2009), Baku na stanowisku ds. prezydencji RP w Radzie UE oraz Brześciu, gdzie w latach 2013–2018 kierował Wydziałem Ruchu Osobowego.
1 sierpnia 2020 został Konsulem Generalnym RP w Łucku. Funkcję pełnił do 2024.
Włada biegle angielskim, rosyjskim, greckim i czeskim oraz komunikatywnie ukraińskim. Ojciec dwóch córek.